# Pandișpan
Pandișpanul este o pastă făcută din făină, ouă, zahăr și vanilie. Este extrem de moale și spongioasă, și de obicei folosită în prepararea torturior. Se presupune că a apărut în perioada Renașterii, probabil în Spania. Pandișpanul este considerat a fi una dintre primele prăjituri care au apărut pentru care nu se folosește drojdia. Numele românesc provine din cuvântul grecesc παντεσπάνι (pandespáni), la rândul său din italiană pan di Spagna (literalmente „pâine de Spania”).

## Tipuri de pandișpan

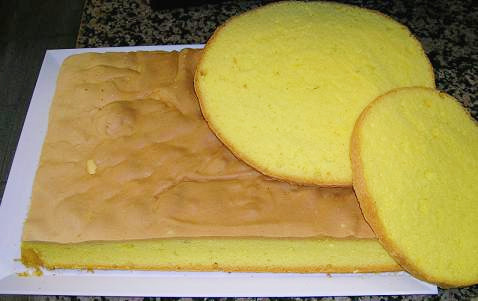
Bucăți de pandișpan Génoise.

### Pâte Génoise și Pan di Spagna
Pâte Génoise (numit după orașul Genova, Italia) a evoluat din așa-zisă pan de Spagna. Se prepară la fierbinte amestecând ingredientele într-o terină al cărui fund este pus în apa unei oale puse la fierbere. Bătând în repetate rânduri ingredientele cu un bătător sau cu un tel, acestea devin spumoase din cauza căldurii exercitate pe ouă. Aluatul este apoi copt în cuptor pentru a-și lua forma finală.
Aluatul pentru pan di Spagna, pe de altă parte, este preparat la rece amestecând puțină făină sau amidon de cartofi, zahăr, gălbenușuri de ou și albușuri. În ambele cazuri tortul este spongios și moale datorită prezenței masive a ouălor: rețeta tradițională, de fapt, nu necesită utilizarea drojdiei.

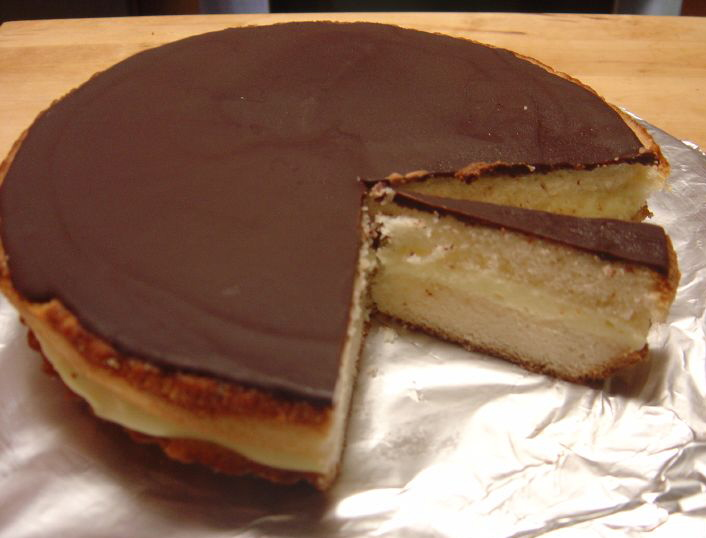
Tort cremos de Boston

### Pão-de-Ló
Această variantă tradițională portugheză este aromată cu coajă de lămâie sau de portocală. Se servește simplu, iar pandișpanul vechi de o zi poate fi încorporat în alte deserturi precum budincele. Varianta Pão-de-Ló de Alfeizerão este coaptă ușor cu o budincă pentru consistență și aromatizată cu rachiu. Producția pentru piețele comerciale la scară largă a început după Revoluția Portugheză din 1910.

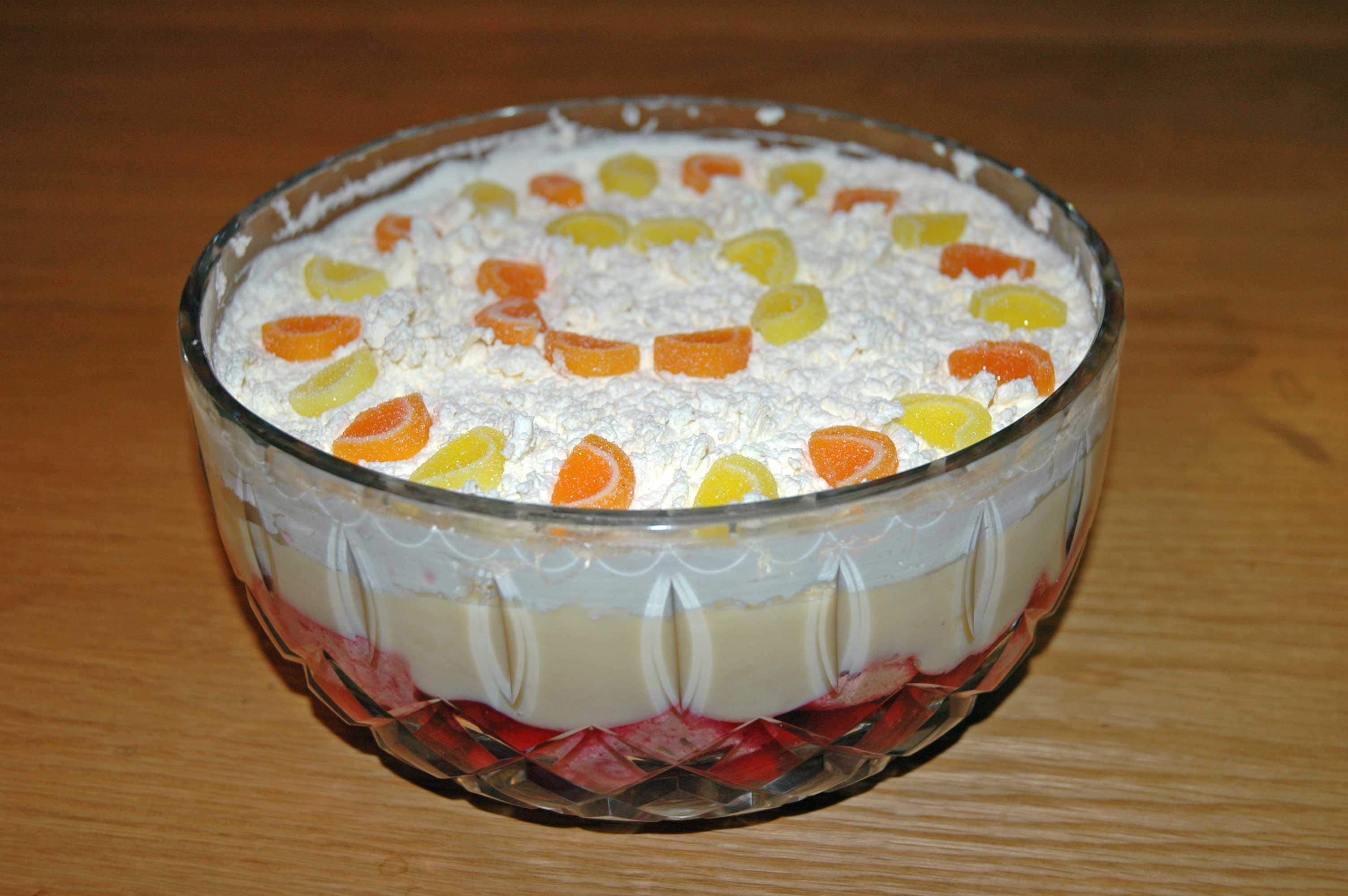
Trifle

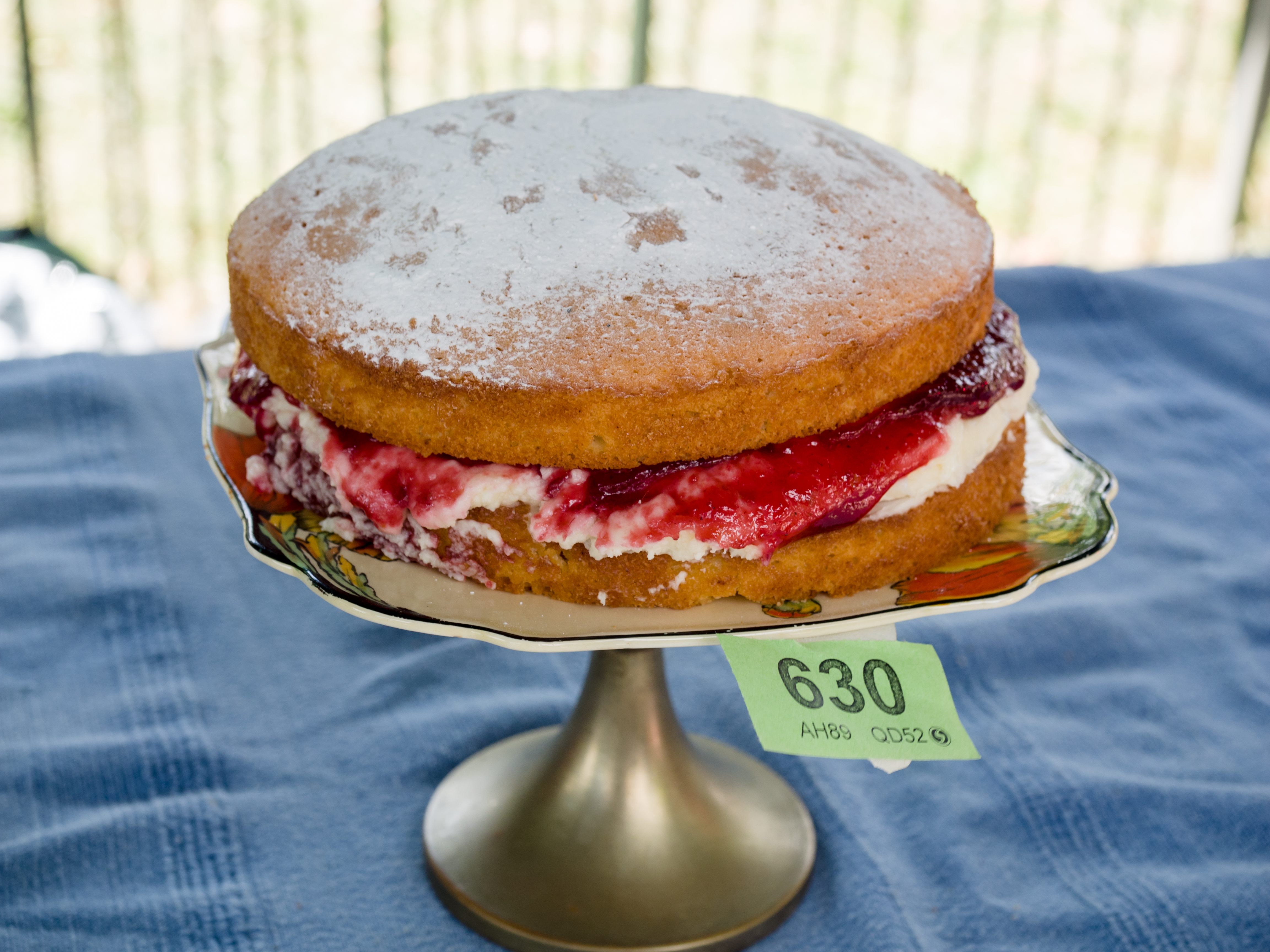
Tortul "Victoria Sponge" la o competiție de gătit din 2014

## Prăjituri făcute cu pandișpan

### Boston cream pie
Desertul oficial a statului Massachusetts (numit după orașul Boston), este un tort făcut din pandișpan galben glazurat, stratificat, și umplut cu cremă de patiserie. Prima rețetă se găsește în cartea de bucate Granite Iron Ware Cook Book din 1878, unde se folosește praf de copt. Rețeta publicată de Maria Parloa este cea mai apropiată de moderna Boston Cream Pie.

### Ruladă elvețiană
În prepararea acesteia se folosește de obicei pandișpan.

### Trifle
Cea mai timpurie formă cunoscută de trilfe a fost o cremă simplă îngroșată aromată cu zahăr, apă de trandafir și ghimbir, dar rețetele tradiționale pentru cremă îngroșată cu ouă turnate peste pișcot, pricomigdale și biscuiți cu vinul Ratafaia sunt cunoscute de la mijlocul secolului al XVIII-lea. În 1747, Hannah Glasse a adăugat syllabub și jeleu de coacăză peste cremă. Rețete similare sunt cunoscute din aceeași perioadă cu pandișpan înmuiat în sherry, vin sau suc de fructe.

### Plava
Plava este un fel de prăjitură care se găsește în bucătăria evreiască și este mâncată de obicei în timpul Pesah-ului. Amestecul prăjiturii este dospit cu ouă și include uneori arome precum esența de lămâie sau de migdale.

### Tortul "Victoria Sponge"
Tortul "Victoria Sponge", cunoscut și sub numele de "Sandwich Victoria", a fost numit după Regina Victoria, care avea obiceiul de a mânca nișe prăjituri cu ceaiul de după-amiază. Versiunea ce mânca regina britanică era umplută doar cu gem, dar versiunile moderne includ adesea cremă.